# Sōsa
Sōsa (jap. 匝瑳市 Sōsa-shi) – miasto w Japonii, w prefekturze Chiba, na wyspie Honsiu (Honshū). Ma powierzchnię 101,52 km². W 2020 r. mieszkało w nim 35 099 osób, w 12 853 gospodarstwach domowych  (w 2010 r. 39 826 osób, w 12 869 gospodarstwach domowych).